# Ben Arthur
Ben Arthur är ett berg i Storbritannien. Det ligger i kommunen Argyll and Bute och riksdelen Skottland, i den nordvästra delen av landet. Toppen på Ben Arthur är 884 meter över havet.
Den högsta punkten i närheten är Beinn Ime, 1 011 meter över havet, 2,7 km norr om Ben Arthur. I omgivningarna runt Ben Arthur växer i huvudsak hed.